# Milkshop (album)
Milkshop – debiutancki studyjny album zespołu Milkshop wydany w 2004 roku nakładem Artnet / T1-Teraz.
Mastering – Piotr Krakowski. Mix – Aleksander Wilk (oprócz 2. 3. 7. 10. 11. 13.). Zdjęcia i projekt graficzny – Konrad Papuga. Opracowanie graficzne i skład – RML Studio. Rafał Lachmirowicz.

## Lista utworów
źródło:.
1. „Intro o zmroku” (muz. Piotr Krakowski) – 2:44
2. „Tak jak Ty” (muz. i sł. Piotr Krakowski) – 3:14
3. „Wreszcie przyszła noc” (muz. i sł. Piotr Krakowski) – 3:01
4. „Islandia” (muz. Piotr Krakowski – sł. Izabela Tomczyk, Wojciech Klimczyk) – 3:43
5. „Zatoka” (muz. i sł. Piotr Krakowski) – 4:46
6. „Wtulać się w Ciebie” (muz. Piotr Krakowski – sł. Izabela Tomczyk) – 4:54
7. „Przyjdź” (muz. Piotr Krakowski – sł. Izabela Tomczyk) – 2:55
8. „Nigdy nie myśl, że coś wiesz” (muz. i sł. Piotr Krakowski) – 3:09
9. „Ludzie - ptaki” (muz. i sł. Piotr Krakowski) – 4:55
10. „Wonderfull Life” (muz. i sł. Black) – 5:28
11. „Dni wracają” (muz. Piotr Krakowski – sł. Izabela Tomczyk) – 4:21
12. „Słodki sen” (muz. Piotr Krakowski – sł. Izabela Tomczyk, Wojciech Klimczyk) – 3:55
13. „Nigdy się nie dowiesz” (muz. i sł. Czesław Niemen) – 3:55
14. „Stare zdjęcie” (muz. Piotr Krakowski – sł. Izabela Tomczyk) – 3:55

## Muzycy
źródło:.
- Izabela Tomczyk – śpiew
- Piotr Krakowski – trąbka, gitara, instrumenty klawiszowe, bas, elektronika
- Agnieszka Majchrzyk – wiolonczela
- Krzysztof Kossowski – instrumenty klawiszowe, instrumenty perkusyjne
- Jarosław Wilkosz – kontrabas
- Jakub Oleksy – perkusja (oprócz 2. 3. 7. 10. 11. 13.)